# Udon Thani Rajabhat University Stadium
Das Udon Thani Rajabhat University Stadium (Thai สนามมหาวิทยาลัยราชภัฎอุดรธานี) ist ein Mehrzweckstadion in Udon Thani in der Provinz Udon Thani, Thailand. Es wurde hauptsächlich für Fußballspiele genutzt und war von 2016 bis 2017 das Heimstadion vom Udon Thani Football Club. Das Stadion hat eine Kapazität von 3500 Personen. Eigentümer und Betreiber des Stadions ist die Udon Thani Rajabhat University.

## Nutzer des Stadions
| Verein        | Zeitraum der Nutzung |
| ------------- | -------------------- |
| Udon Thani FC | 2016 bis 2017        |